# Дэбуб
Дэбу́б (тигринья ዞባ ደቡብ, англ. Debub, араб. المنطقة الجنوبية‎) — одна из шести провинций (зоб) Эритреи, также известная как Южная провинция. Лежит вдоль части государственной границы Эритреи с Эфиопией.

## География
На западе граничит с провинцией Гаш-Барка, на севере — с провинцией Маэкель (Центральной), на востоке — с провинцией Сэмиэн-Кэй-Бахри.
Провинция занимает площадь около 8 тыс. км².

## Населённые пункты
Административный центр — город Мэндэфэра (бывш. Адди-Угри). Среди других городов провинции Дэбуб — Адди-Кэйих, Адди-Куала, Дэкэмхаре, Дебарва и Сэнафе.

## Административное деление
В состав провинции входят следующие районы:
- Адди-Кэйих
- Адди-Куала
- Арэза
- Дэбарва
- Дэкэмхаре
- Кудо-Беур (Kudo Be’ur)
- Тэра-Эмни
- Май-Мне
- Мэндэфэра
- Сэгэнэйти
- Сэнафе
- Цорона
- Хадидия
- Шикетти

## Археология
На территории провинции также находятся археологические объекты Матара и Кохайто.